# Céline Le Bourdais
 (novembre 2020).
Céline Le Bourdais est professeure de sociologie à l'Université McGill. Elle est spécialiste de l'analyse quantitative longitudinale appliquée à l'étude des familles.

## Carrière académique
Céline Le Bourdais obtient une maîtrise de l'Université de Montréal en 1979 et un doctorat de l'université américaine du Rhode Island, Brown University, en 1984. l'Elle est d'abord professeure à l'Institut national de la recherche du Québec de 1982 à 2004, Puis, elle fonde le Centre interuniversitaire québécois de statistiques sociales (CIQSS) en juillet 2000, un centre qui aujourd'hui regroupe l'ensemble des universités québécoises. 
En 2004, elle rejoint le Département de sociologie de l'Université McGill en 2004. Elle sera la titulaire de la Chaire de recherche du Canada en Statistiques sociales et changement familial, de 2004 à 2018. 
Ses champs de recherche couvrent la dynamique familiale, la cohabitation et le mariage, les trajectoires de revenu, l'histoire conjugale, l'analyse longitudinale, et le droit et la politique de la famille. 
La carrière de la chercheuse s'est développé en parallèle d'une époque où la définition de la famille a été très bouleversée : multiplication des divorces, augmentation des foyers monoparentaux et éclatement de la famille nucléaire. Ses recherches, appuyées de statistiques sociales, ont contribué à la mise en place, mais aussi à l’évaluation de politiques publiques et de programmes sociaux.

## Prix et distinctions
- 2013 : Prix Acfas Thérèse Gouin-Décarie, dédié aux chercheuses et chercheurs en sciences sociales
- 2013 : Canadian Population Society Award for outstanding commitment to the profession of demography
- Membre de la Société royale du Canada

## Articles scientifiques
- 2020. 2019. Fostik, Ana et Céline Le Bourdais. 2020. “Regional variations in multiple-partner fertility in Canada”, 47(1-2): 73-95.
- Mayer, Molly et Céline Le Bourdais. “Sharing parental leave among dual-earner couples in Canada: Does reserved paternity leave make a difference?”, Population Research and Policy Review. 38(2): 215-239.
- 2017. Boulet, M. et Céline Le Bourdais, 2017. “Partage des rôles dans les couples à deux revenus et satisfaction de l’équilibre travail-famille selon le genre”, Cahiers de recherche sociologique, 63 : 111-131.
- 2017. Pugliese, M., A. Fostik, M. Boulet et Céline Le Bourdais, 2017. “Le partage des tâches dans la famille : une transition inachevée?”, Cahiers de recherche sociologique, 63 (Fall): 7-24.

## Livres
- 2003. Piché, Victor and Céline Le Bourdais (eds.). La démographie québécoise: Enjeux du XXIe siècle, Montréal, Les Presses de l’Université de Montréal, Paramètres.
- 1999. Péron, Yves, Hélène Desrosiers, Heather Juby, Évelyne Lapierre-Adamcyk, Céline Le Bourdais, Nicole Marcil-Gratton and Jaël Mongeau. Canadian Families at the Approach of the Year 2000. Statistics Canada (cat. 96-321-MPE No. 4).
- 1996. Dandurand, Renée B., Roch Hurtubise and Céline Le Bourdais (eds.). Enfances. Perspectives pluriculturelles. Québec, Institut québécois de recherche sur la culture.
- 1993. Cordell, Dennis D., Danielle Gauvreau, Raymond R. Gervais and Céline Le Bourdais (eds.). Population, reproduction, sociétés. Perspectives et enjeux de démographie sociale, Montréal, Presses de l'Université de Montréal.